# B-Torre

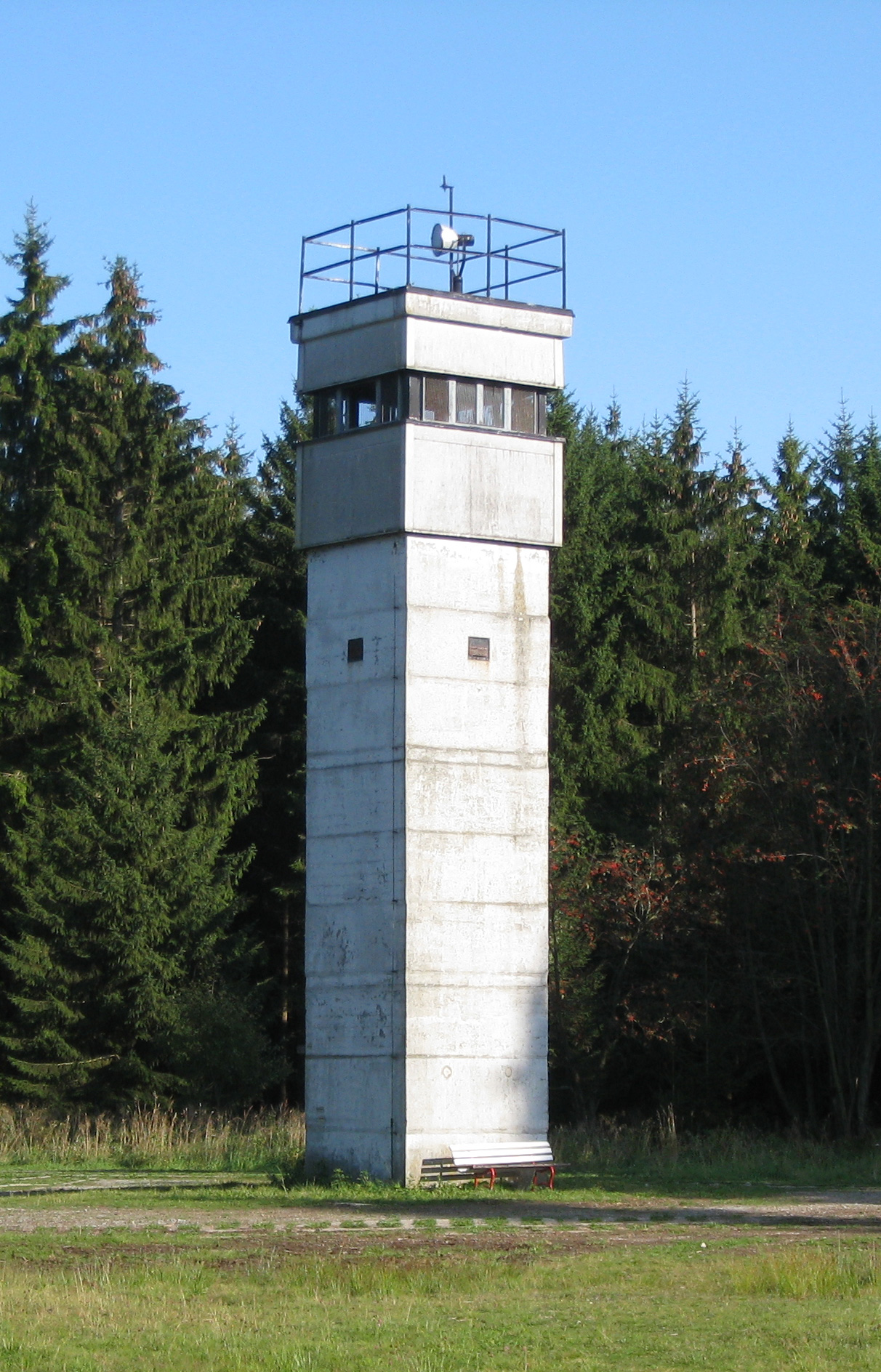
Torre de observación (BR), rectangular (9 metros).

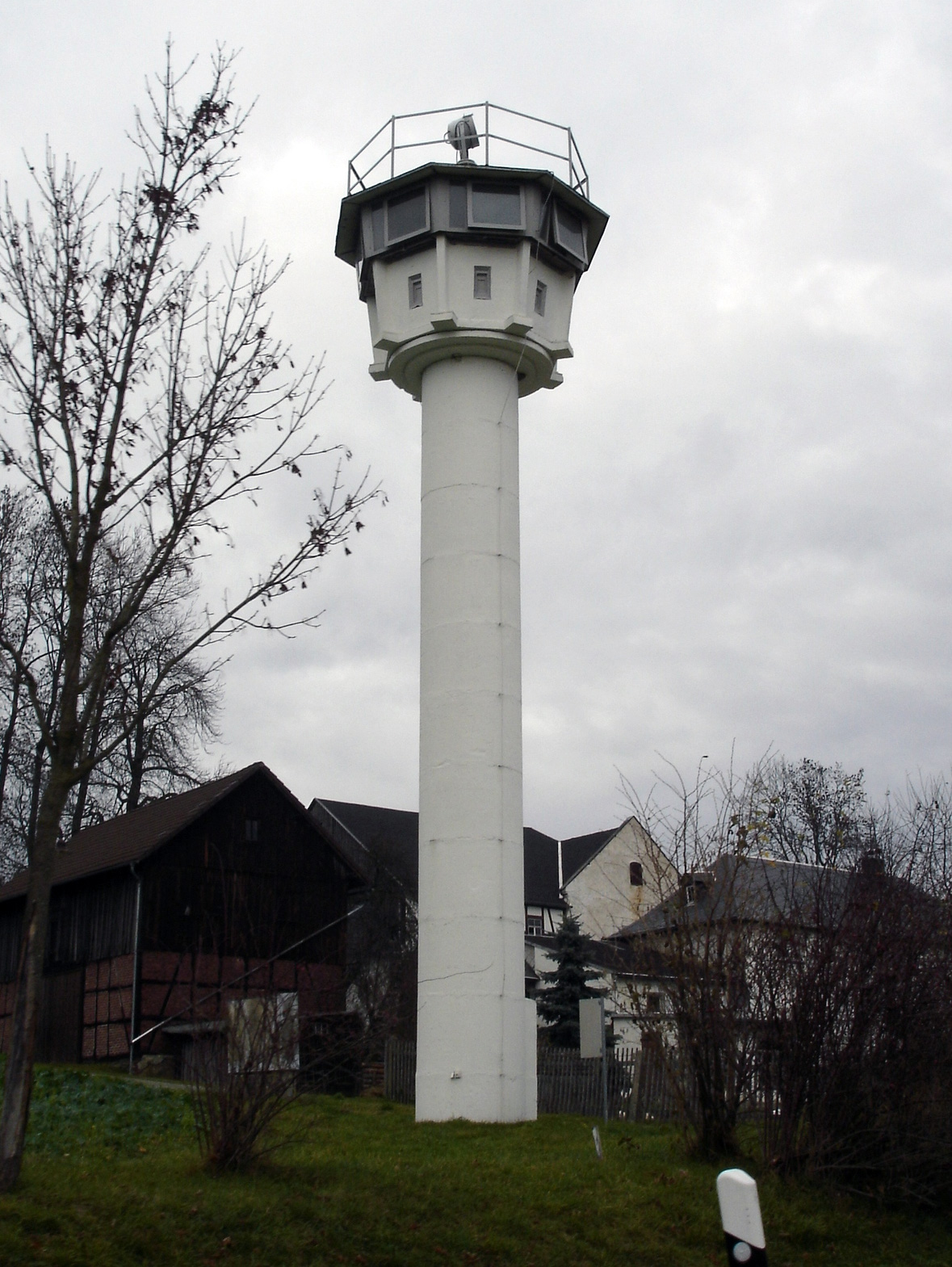
Torre de observación (BR), cilíndrica (11 metros).

Una B-Torre (B-Turm en alemán) fueron las torres de vigilancia en la RDA.
Construidas de hormigón, de forma cilíndrica o rectangular. La altura variaba según las necesidades de la zona. El acceso era a través de una puerta de acero que no era visible desde la frontera. Unas escaleras metálicas conducían a los niveles superiores (dos o tres), fabricados de chapa de acero corrugado. El nivel superior tenía capacidad para cuatro o cinco personas. En la azotea se encontraba un reflector giratorio, de control remoto.